# Cephaloziella sinensis
Cephaloziella sinensis là một loài rêu trong họ Cephaloziellaceae. Loài này được Douin mô tả khoa học đầu tiên năm 1914.